# Etowah (Tennessee)
Etowah és una població dels Estats Units a l'estat de Tennessee. Segons el cens del 2000 tenia 3.663 habitants.

## Demografia
Segons el cens del 2000, Etowah tenia 3.663 habitants, 1.545 habitatges, i 979 famílies. La densitat de població era de 510,6 habitants/km².
Dels 1.545 habitatges en un 26,6% hi vivien nens de menys de 18 anys, en un 47,5% hi vivien parelles casades, en un 12,5% dones solteres, i en un 36,6% no eren unitats familiars. En el 32,8% dels habitatges hi vivien persones soles el 17,2% de les quals corresponia a persones de 65 anys o més que vivien soles. El nombre mitjà de persones vivint en cada habitatge era de 2,25 i el nombre mitjà de persones que vivien en cada família era de 2,86.
Per edats la població es repartia de la següent manera: un 21,4% tenia menys de 18 anys, un 7,4% entre 18 i 24, un 25,6% entre 25 i 44, un 22,4% de 45 a 60 i un 23,2% 65 anys o més.
L'edat mediana era de 42 anys. Per cada 100 dones de 18 o més anys hi havia 80,5 homes.
La renda mediana per habitatge era de 28.117$, i la renda mediana per família de 33.034$. Els homes tenien una renda mediana de 27.824$ mentre que les dones 18.882$. La renda per capita de la població era de 15.298$. Entorn del 7,4% de les famílies i el 15,9% de la població estaven per davall del llindar de pobresa.

## Poblacions més properes
El següent diagrama mostra les poblacions més properes.